# Labichea digitata
Labichea digitata är en ärtväxtart som beskrevs av George Bentham. Labichea digitata ingår i släktet Labichea och familjen ärtväxter. IUCN kategoriserar arten globalt som nära hotad. Inga underarter finns listade i Catalogue of Life.